# Patlabor 3: WXIII
Série
Patlabor 2
(1993)
Pour plus de détails, voir Fiche technique et Distribution.
Patlabor 3: WXIII (WXIII 機動警察パトレイバー, WXIII Kidō keisatsu Patlabor) est un film japonais réalisé par Takuji Endo et Fumihiko Takayama, sorti en 2001.

## Synopsis
Deux détectives enquêtent sur des armes biologiques.

## Fiche technique
- Titre : Patlabor 3: WXIII
- Titre original : WXIII 機動警察パトレイバー (WXIII Kidō keisatsu Patlabor)
- Réalisation : Takuji Endo et Fumihiko Takayama
- Scénario : Richard Epcar, Miki Tori et Masami Yūki
- Musique : Kenji Kawai
- Photographie : Hisao Shirai
- Montage : Keiko Mizuta, Takeshi Seyama, Mutsumi Takemiya et Megumi Uchida
- Production : Masahiro Fukushima, Atsushi Sugita et Sook Yhun
- Société de production : Bandai Digital Entertainment, Emotion, Headgear, Madhouse, TFC et Tohokushinsha Film Corporation
- Pays :  Japon
- Genre : Animation, action, policier et science-fiction
- Durée : 102 minutes
- Dates de sortie : 
  -  Japon : 10 décembre 2001 (Tokyo International Fantastic Film Festival), 30 mars 2002

## Doublage

### Voix originales
- Katsuhiko Watabiki : le détective Takeshi Kusumi
- Hiroaki Hirata : le détective Shinichiro Hata
- Atsuko Tanaka : Saeko Misaki
- Ryūnosuke Ōbayashi : Kiichi Gotoh
- Mīna Tominaga : Noa Izumi
- Toshio Furukawa : Asuma Shinohara
- Shigeru Chiba : Shigeo Shiba
- Richard Epcar : Isao Ota, le directeur
- Issei Futamata : Mikiyasu Shinshi
- Daisuke Gōri : Hiromi Yamazaki
- Michihiro Ikemizu : Isao Ohta
- Yō Inoue : Kanuka Clancy

## Accueil
Le film reçoit un accueil mitigé de la critique. Il obtient un score moyen de 47 % sur Metacritic.